# David Lloyd (squash)
Pour les articles homonymes, voir David Lloyd et Lloyd.
David Lloyd, né le 25 octobre 1965 à Wolverhampton, est un joueur professionnel de squash représentant l'Angleterre. 

## Biographie
En 1984, il remporte le British Junior Open  et il est finaliste des championnats du monde junior face à Chris Robertson. Il atteint les quarts de finale du British Open 1985 où il s'incline face au futur finaliste Chris Dittmar. Cette même année, il est champion d'Europe par équipes.

## Palmarès

### Titres
- British Junior Open : 1984

### Finales
- Championnats d'Europe par équipes : 1985
- Championnats du monde junior : 1984